# アーラ・ガルキナ
アーラ・オレゴヴナ・ガルキナ（Алла Олеговна Галкина、1992年4月15日 - ）は、ロシアの女子バレーボール選手。ポジションはリベロ。ロシア代表。

## 来歴
1992年、ロシアのノヴォチェルカッスク出身。2011年、Fakel Novy Ourengoïでバレーボール選手としてのキャリアをスタートさせる。その後はザレチエ・オジンツォボ、VC Yenisey Krasnoyarskなどでプレーした。2016年に結婚した。2017年にロシア代表に初選出されると、同年ワールドグランプリに出場した。2018年に日本で開催された世界選手権に出場した。2019年、ワールドカップで銅メダルを獲得した。

## 球歴
- 世界選手権 - 2018年
- ワールドカップ - 2019年
- ワールドグランプリ - 2017年
- ネイションズリーグ - 2018年

## 所属クラブ
- Fakel Novy Ourengoï（2011-2014年）
- ザレチエ・オジンツォボ（2014-2016年）
- VC Yenisey Krasnoyarsk（2016-2017年）
- VK Proton（2017-2018年）
- ロコモティブ・カリーニングラード（2018-2021年）
- ロコモティブ・カリーニングラード2（2022-2023年）
- ロコモティブ・カリーニングラード（2023年-）